# Coastal Carolina University
Die Coastal Carolina University (auch CCU genannt) ist eine eigenständige öffentliche Universität in der Stadt Conway im US-Bundesstaat South Carolina nahe dem Ferienziel Myrtle Beach. Derzeit sind an der Universität 8.360 Studenten eingeschrieben.

## Geschichte
Die Coastal Carolina University wurde 1954 ursprünglich unter dem Namen Coastal Carolina Junior College gegründet. In den 1970er Jahren wurde sie dann zu einem zum Vier-Jahres-College umgeformt, jedoch als Teil der University of South Carolina. Im Jahre 1993 wurde Coastal Carolina University dann schließlich eine eigenständige Universität.

## Fakultäten
- Geisteswissenschaften und Schöne Künste (Thomas W. and Robin W. Edwards College of Humanities and Fine Arts)
- Natur- und Angewandte Wissenschaften
- Pädagogik (William L. Spadoni College of Education)
- Wirtschaftswissenschaften (E. Craig Wall, Sr. College of Business Administration)

Logo des Sportteams

## Sport
Die Sportteams der CCU sind die Chanticleers. Die Hochschule ist Mitglied der Sun Belt Conference. 2012 und 2013 gewann die Fußballmannschaft die Football Championship Subdivision (FCS). Im Jahr 2016 gewannen die Baseball-Mannschaft der CCU die College World Series (NCAA-Baseball-Meisterschaft).